# Stella Mwangi
Stella Nyambura Mwangi (Nairobi, 1 september 1986) is een Noors-Keniaanse zangeres.

## Biografie
Mwangi werd geboren in Nairobi, Kenia, maar verhuisde in 1991 samen met haar familie naar Noorwegen. Ze is zangeres, songwriter en rapper. Veel van haar teksten schrijft ze zelf en gaan over de situatie in Kenia en over de discriminatie van haar en haar familie na aankomst in Noorwegen. Veel van haar werk werd gebruikt in films als American Pie, Save the Last Dance en in televisieseries als CSI New York en Scrubs.
Mwangi nam deel aan Melodi Grand Prix 2011, de Noorse voorronde voor het Eurovisiesongfestival 2011 in Düsseldorf, Duitsland. Ze won haar halve finale en uiteindelijk ook de finale op overtuigende wijze. Ze haalde 280.217 stemmen, ruim 125.000 meer stemmen dan de nummer twee. Door haar overwinning mocht ze met haar nummer Haba haba Noorwegen vertegenwoordigen op het zesenvijftigste Eurovisiesongfestival. Het nummer werd deels in het Engels en deels in het Swahili gezongen. Het was voor het eerst in de geschiedenis dat in deze Afrikaanse taal gezongen werd op het Eurovisiesongfestival.
Voor het songfestival bewerkte Mwangi haar lied. Haba haba werd echter te licht bevonden, en bleef steken in de eerste halve finale.